# 羅克德爾鎮區 (明尼蘇達州奧姆斯特德縣)
羅克德爾鎮區（英語：Rock Dell Township）是位於美國明尼蘇達州奧姆斯特德縣的一個行政鎮區。

## 歷史
羅克德爾鎮區於1858年成立，得名自當地多石的地形。

## 地方資料
羅克德爾鎮區的面積為93.17平方千米，皆為陸地。根據2020年美國人口普查的數據，當地共有人口681人，而人口密度為每平方千米7.31人。